# Infantesa, vocació i primeres experiències d'en Giacomo Casanova
 Infantesa, vocació i primeres experiències d'en Giacomo Casanova (títol original en italià: Infanzia, vocazione e prime esperienze di Giacomo Casanova Veneziano) és una pel·lícula italiana de Luigi Comencini, estrenada el 1969.
Dirigida després de incompreso i abans de Les Aventures de Pinotxo Infantesa, vocació i primeres experiències d'en Giacomo Casanova  s'integra dins d'aquest conjunt de pel·lícules consagrades per Luigi Comencini al món de la infantesa i de l'adolescència.
Extreta dels cinc primers capítols dels Memòries de Giacomo Casanova i de diverses cròniques escrites per memorialistes de l'època, l'obra de Comencini evoca no només la joventut de Casanova sinó també la vida quotidiana a Venècia i a Pàdua al començament del segle xviii. Segons Jacques Lourcelles: 
| « | Continuació d'episodis i d'anècdotes relativament ben escollits, descrits amb un to irònic i cruel, la pel·lícula posa en valor el refinament de Comencini, aristòcrata del color i de la composició | » |

, sense desistir, tanmateix, d'un màxim de realisme i d'autenticitat històrics.Ha estat doblada al català.

## Argument
La infantesa del jove venecià Giacomo Casanova amb la seva àvia, després el redescobriment dels seus pares, i una mare diverses vegades infidel. Aquests l'envien a estudiar a una miserable escola a Pàdua, on acaba, en no obstant això, en ser descobert per un sacerdot, Don Gozzi, que l'incitarà a abraçar la carrera eclesiàstic. El 1742, Casanova tornarà doncs a Venècia amb l'uniforme religiós. Però la trobada amb el vell marquès Malipiero, convertit en el seu protector, influirà, des d'aleshores, en el curs de la seva evolució. Més tard, trobar-se amb la il·lustre cortesana Millescudi acabarà de convèncer-lo d'abandonar la sotana per seguir les vies de l'elegant i mentider llibertinatge.

## Repartiment
- Leonard Whiting: Giacomo Casanova
- Claudio De Kunert: Giacomo Casanova de nen
- Maria Grazia Bucella: Zanetta
- Senta Berger: Giulietta Cavamacchia
- Lionel Stander: don Tosello
- Tina Aumont: Marcella
- Cristina Comencini: Angela
- Silvia Dionisio: Mariolina